# Meiothecium pendulum
Meiothecium pendulum là một loài rêu trong họ Sematophyllaceae. Loài này được Zanten mô tả khoa học đầu tiên năm 1964.